# Pou Hakanononga

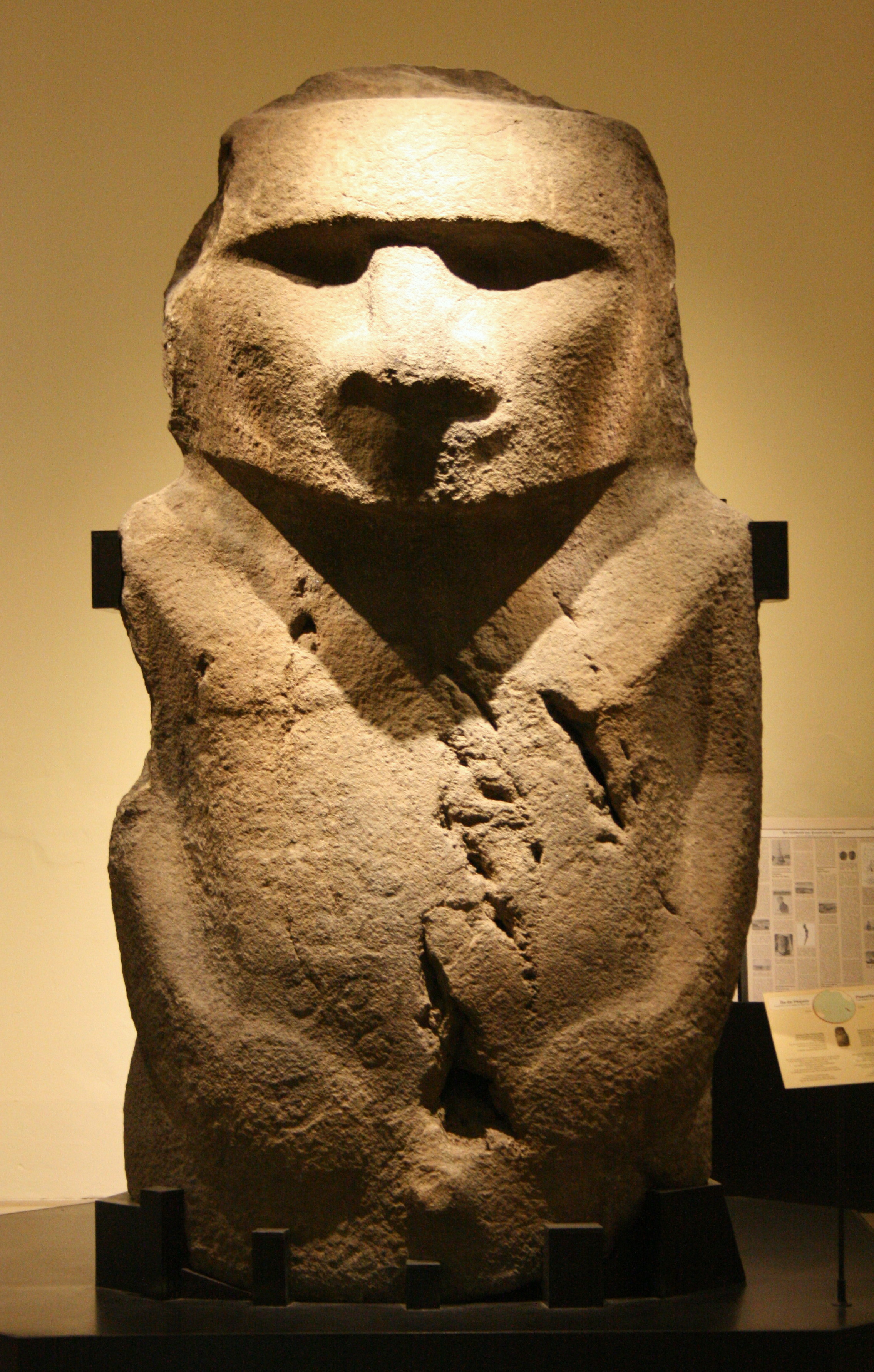
Vooraanzicht

Pou Hakanononga (Rapa Nui voor 'baken bij een baai vol vis') is een moai uit Paaseiland die sinds 1935 wordt bewaard in het Museum Kunst & Geschiedenis in Brussel. Het beeld, gemaakt op het einde van de 13e of in de 14e eeuw, is een van de weinige moai buiten Paaseiland.

## Beschrijving
Zoals de andere moai is Pou Hakanononga een massief antropomorf beeld. Het is 2,73 m hoog, 1,49 m breed en weegt bijna zes ton. Het is gehouwen uit andesiet, afkomstig uit de steengroeve op de vulkaan Rano Raraku. Pou Hakanononga is een archaïsch beeld dat stilistisch afwijkt van de andere moais en tegelijk verwantschap vertoont met sculpturen op de Polynesische archipels. Het bijna 1,35 m brede hoofd is rond (zonder platte nek) en rust direct op het lichaam, wat een gedrongen gestalte geeft. De wenkbrauwen zijn sterk aangezet en ook de wervelkolom en de sleutelbeenderen zijn geaccentueerd. Er zijn nauwelijks oren en er is geen mogelijkheid om de ogen in te leggen. Daarentegen beschikt Pou over een aanzet van benen. Vermoedelijk was er ooit meer en zat de figuur geknield. Kleinere motieven op de buik en handen verwijzen naar de visserscultuur.

## Geschiedenis
Het beeld is opgericht op een stenen platform (ahu) op 500 m van de kustlijn, meer bepaald op Ahu o
Rongo aan de westkust. Dergelijke voorouderbeelden stonden met de rug naar zee om hun afstammelingen te beschermen. Op verzoek van de Paaseilandse archeologe Sonia Haoa Cardinali en met steun van de National Geographic Society hebben Belgische archeologen in 2001 de standplaats van het beeld onderzocht. De bouw van het platform kon worden geplaatst in de periode 1270-1400 dankzij koolstofdatering van de brandlaag eronder (bij de aanleg werd de vegetatie weggebrand). Het ging om een atypisch, vierkant platform uit onbehouwen stenen, met een zijde van 10,5 m. Erachter zijn skeletten opgegraven van drie volwassenen en vier kinderen uit de tijd van de aanleg.
Ergens na de 15e eeuw zijn het beeld en het platform neergehaald om er een nieuw platform overheen te bouwen. Dit was courante praktijk. Pou Hakanononga is toen omgelegd met de voorkant naar beneden. Toen het tweede platform tegen de 19e eeuw zelf in verval raakte, kwam Pou Hakanononga weer aan de oppervlakte. Vermoedelijk werd hij een baken voor de tonijnvissers, als we op de naam mogen afgaan (die dus gangbaar was in 1934, maar niet oorspronkelijk is).

## Expeditie
Het beeld is meegebracht door de Frans-Belgische Paaseilandexpeditie van 1934-1935 onder leiding van de classicus Henri Lavachery en de etnoloog Alfred Métraux. Het eiland was in die tijd door Chili verpacht aan de Williamson-Balfour Company voor schapenteelt en de bewoners waren geïsoleerd in het vissersdorp Hanga Roa. Ze vatten sympathie op voor de wetenschappers en hielpen hen met het transport van twee megalieten, waaronder Pou Hakanononga. Met behulp van een houten constructie werd het beeld vijfhonderd meter over land gesleept en dan nog achthonderd meter over water tot bij de Mercator. Bij het aan boord hijsen liep het fout: de takel begaf het en Pou zonk tot 20 m diepte. Dankzij Rapanui-duikers kon hij alsnog aan boord worden gehaald. De operatie is gefilmd door de fotograaf John Fernhout, wiens beelden door Henri Storck zijn gemonteerd tot de kortfilm Het Paaseiland (1935).

## Voetnoten
1. ↑  Jona Lendering, Pou Hakanononga, Mainzer Beobachter blog, 29 juni 2024
2. ↑  Hoe een uniek Polynesisch beeld in Brussel terechtkwam, Eos Wetenschap, 24 oktober 2024